# Leptataspis apicata
Leptataspis apicata är en insektsart som beskrevs av Victor Lallemand 1922. Leptataspis apicata ingår i släktet Leptataspis och familjen spottstritar. Inga underarter finns listade i Catalogue of Life.